# Cá rô sông Hằng
Cá rô sông Hằng, Anabas cobojius là một loài cá rô nguồn gốc Ấn Độ và Bangladesh, nơi nó xuất hiện trong vũng nước đọng. Loài này đạt đến chiều dài 30 cm (12 in) và có tầm quan trọng thương mại như một loài cá thực phẩm trong phạm vi nguồn gốc của nó.